# Sielsowiet Hołubicze
Sielsowiet Hołubicze (biał. Галубіцкі сельсавет, ros. Голубичский сельсовет) – sielsowiet na Białorusi, w obwodzie witebskim, w rejonie głębockim, z siedzibą w Hołubiczach.
Według spisu z 2009 sielsowiet Hołubicze zamieszkiwało 952 osób w tym 916 Białorusinów (96,22%), 18 Polaków (1,89%), 14 Rosjan (1,47%), 3 Ukraińców (0,32%) i 1 osoba dwóch lub więcej narodowości.

## Miejscowości
- agromiasteczko:
  - Hołubicze
- wsie:
  - Alchimowszczyzna
  - Apanasionki
  - Bielaki
  - Dawidki Wielkie
  - Hurby
  - Iwanowszczyzna
  - Jasiewicze
  - Korolewicze
  - Krupienie
  - Olszczyzna
  - Otwałki 1
  - Otwałki 2
  - Promieszki
  - Puzyry
  - Sieliszcze
  - Słoboda
  - Szabany
  - Szyłohorze
  - Uradżajnaja
  - Zapołowie Stare
  - Żołnierowszczyzna
- chutory:
  - Bykowszczyzna
  - Dziedzina
  - Jałowiki
  - Kuksino
  - Malinówka